# Saint-Hilaire-de-la-Noaille
Saint-Hilaire-de-la-Noaille è un comune francese di 389 abitanti situato nel dipartimento della Gironda nella regione della Nuova Aquitania.

## Società

### Evoluzione demografica
Abitanti censiti